# Eto Hajime
Hajime Eto (衛藤 元 (Vệ-Đằng Nguyên) Etō Hajime, sinh ngày 21 tháng 4 năm 1973) là một huấn luyện viên và cựu cầu thủ bóng đá người Nhật Bản.
Hajime Eto đã dẫn dắt Shiga FC và AC Nagano Parceiro.